# Schriftschnitt
Ein Schriftschnitt (auch Schriftstil) ist eine Variation einer Schriftart. Hierbei werden unter anderem die Stärke, Laufweite und Lage der Schrift verändert. Mehrere verwandte Variationen werden als Schriftfamilie bezeichnet. Da Schriften durch eine Vielzahl von Einzelaspekten definiert sind, wird der beim Betrachter hervorgerufene Gesamteindruck in der Fachsprache als Anmutung des Schriftschnitts bezeichnet.

## Schriftschnitte

Beispiel der Schriftschnitte der Schriftart Times New Roman: normal, fett, kursiv

Eine Schriftfamilie besteht aus mindestens einem Schriftschnitt. Das Wort Schriftschnitt stammt noch aus dem Bleisatz – damals mussten die Stahlvorlagen für die Bleilettern wortwörtlich „geschnitten“ werden. Spätestens mit dem Übergang zum Fotosatz verlor der Begriff seine eigentliche Bedeutung. Heute erfolgt das Schriftdesign vorrangig am Computer.
Üblicherweise variieren Schriftschnitte die drei folgenden Auszeichnungsmerkmale einer Schrift:
- Schriftstärke (z. B. mager, normal, fett)
- Schriftbreite (z. B. schmal, normal, breit)
- Schriftlage (z. B. normal, kursiv, oblique)

Diese Merkmale einer Schrift können beliebig miteinander kombiniert werden. So kann es beispielsweise magere Schriften geben, die außerdem noch breit und kursiv sind.
Bei einigen Schriftstilen werden die Bezeichnungen der Schnitte durch Nummern ersetzt oder ergänzt. Beispiele dafür sind die Schriften Frutiger und Univers von Adrian Frutiger. Dabei handelt es sich um ein Zahlensystem (Code), bei dem die Ziffern der Einer- und Zehnerstellen für Eigenschaften dieser Schrift stehen. Die 5 bildet dabei die Mitte und steht für normal. Je höher die Zehnerstelle ist, umso fetter ist auch die Schriftstärke (Fette). Die Einerstelle steht hingegen für die Schriftbreite (Dickte) oder Schriftlage. Üblich sind Schriftschnitte von 3 bis 9, wobei jedoch nicht alle Zahlenkombination vorkommen müssen: Beispielsweise gibt es keine Univers 77 (Black Condensed).
Ausgehend von neun Schriftstärkenklassen, neun Schriftbreitenklassen und zwei Schriftlagen ergibt sich die gewaltige Zahl von 162 möglichen, verschiedenen Schriftschnitten. Tatsächlich aber sind Schriftfamilien normalerweise in deutlich weniger Schriftschnitten verfügbar.

Viele Schriften für den Alltagsgebrauch, sogenannte Brotschriften, werden in vier Standard-Variationen angeboten: Normal, Fett (Fettschrift, Fettdruck) – mit besonders starken Zeichen –, Kursiv und Fettkursiv (sprich als Kombination von Fett- und Kursivschrift). Fehlende Varianten werden insbesondere von Bürosoftware und Browsern mangelhaft simuliert.
Es gibt aber auch noch Schriftschnitte, die andere Auszeichnungsmerkmale als die oben genannten variieren: Manche Schriften liegen auch als Umrisszeichnungen oder schattiert vor (siehe #Sonderformen). Primitive Auszeichnungsmerkmale wie das Unterstreichen oder Sperren benötigen keinen eigenen Schriftschnitt. Computerprogramme können heute, wie auch in früheren Zeiten der Setzer, derartige Veränderungen an jeder beliebigen Schrift durchführen.
Für manche Schriftarten gibt es erweiterte Zeichensätze für weitere Sprachen (zum Beispiel Polnisch, Isländisch, Türkisch) oder nichtlateinische Schriftsysteme (zum Beispiel Griechisch, Kyrillisch, Hebräisch) oder mit Zierbuchstaben, dekorativen Initialen, Kapitälchen, Mediävalziffern, Bruchziffern und Ligaturen. Dermaßen umfangreiche digitale Zeichensätze mussten bis etwa zur Jahrtausendwende aus technischen Gründen auf mehrere, in Einzelfällen zahlreiche Dateien verteilt werden, die verwirrenderweise ebenfalls als Schriftschnitte bezeichnet werden. Es geht hierbei aber gerade nicht um Schriftartvarianten, die sich durch die oben genannten stilistischen Merkmale visuell unterscheiden (zum Beispiel Strichstärke, Laufweite), sondern um eine technisch bedingte Verteilung eines großen, stilistisch homogenen Zeichensatzes auf mehrere Dateien. Das Open-Type-Format erlaubt die Unterbringung von solchen alternativen Zeichensätzen in einer einzigen Datei, so dass heutzutage nicht mehr für jede dieser Optionen eine weitere Schriftartdatei erforderlich ist.
Beim Bleisatz und bei elektronischen Rasterschriften erforderte auch noch jeder Schriftgrad einen eigenen Schriftschnitt. Mit vektoriellen Schriftformaten ist das nicht mehr nötig; Computerprogramme können die Schriftgröße nahezu beliebig skalieren. Jedoch sind Schriften mit hohem Strichstärkenkontrast in kleiner Schriftgröße schwer zu lesen, wenn nicht spezielle Schriftschnitte für kleine Größen verwendet werden. Ähnliches gilt für Indizes und Potenzen, die ebenfalls kleiner gesetzt werden. Daher sind bei hochwertigen Schriften heutzutage wieder häufiger spezielle Schnitte für die einzelnen Größen vorhanden, man spricht auch vom „optical sizing“.

## Beispiele für Schriftschnitte

### Variation der Schriftstärke

Strichstärken der Schnitte der Familie Helvetica Neue

Die Schriftstärke, auch Strichstärke, Schriftdicke oder Fette genannt, gibt an, wie schwarz eine Schrift ist. Die meisten Schriftarten gibt es in mindestens zwei Schriftstärken, normal und fett.
Die Bezeichnung eines Schriftschnitts wird in der zugehörigen Schriftartdatei hinterlegt – jeweils je unterstützter Sprache und Betriebssystem. Die Benennung der einzelnen Schriftschnitte steht dabei dem Schrifthersteller frei. Manche Schriften sollen dünner oder fetter als andere wirken, darum ist die Einteilung in die Schriftstärkenklassen auch immer Geschmackssache.
Die untenstehende Tabelle gibt einige übliche Schriftstärkenklassen mit ihren deutschen und englischen Bezeichnungen wieder. Praktisch umfasst keine Familie alle genannten Schnitte. Auch kommen die Schnitte ultra-light und extra-light praktisch nicht in derselben Familie vor. Häufig werden auch Bezeichnungen durcheinander geworfen, gleiche Schriftstärken unterschiedlich benannt oder dieselbe Bezeichnung für recht verschiedene Strichstärken verwendet.
| Bezeichnung                  | Bezeichnung          | Gewicht      | Gewicht | Gewicht  |
| deutsch                      | englisch             | CSS          | CLDR    | Frutiger |
| ---------------------------- | -------------------- | ------------ | ------- | -------- |
| ultrafein                    | ultra-thin           | 100          | —       | 1×       |
| fein, dünn                   | thin                 | 100 oder 200 | 100     | 3×       |
| ultraleicht, ultraleicht     | ultra-light          | 100          | 200     | 2×       |
| extraleicht, extramager      | extra-light          | 200          | 200     | —        |
| leicht, mager                | light                | 300          | 300     | 4×       |
| halbleicht, mager, halbmager | semi-light           | —            | 350     | —        |
| Buch, Werk                   | book                 | 400          | 380     | —        |
| normal, regulär              | regular              | 400          | 400     | 5×       |
| medium, leichthalbfett       | medium               | 500          | 500     | 6×       |
| halbfett                     | semi-bold, demi-bold | 600          | 600     | —        |
| fett                         | bold                 | 700          | 700     | 7×       |
| extrafett                    | extra-bold           | 800          | 800     | —        |
| kräftig, fett, schwer        | heavy                | 800          | 900     | 8×       |
| ultrafett                    | ultra-bold           | 900          | 800     | —        |
| schwarz                      | black                | 900          | 900     | 9×       |
| extraschwarz                 | extra-black          | 900          | 950     | —        |
| ultraschwarz, ultrafett      | ultra-black          | 900          | 950     | —        |
| ultrafett                    | ultra-heavy          | —            | 950     | —        |

### Variation der Dickte (Schriftzeichenbreite)
Die Dickte (Breite) eines Buchstabens wirkt sich auf die Laufweite einer Schriftart aus.
| Bezeichnung | Bezeichnung                   |
| deutsch     | englisch                      |
| ----------- | ----------------------------- |
| Ultraschmal | Ultra Condensed               |
| Extraschmal | Extra Condensed               |
| Schmal      | Condensed, Compressed, Narrow |
| Halbschmal  | Semi Condensed                |
| Normal      | Regular                       |
| Halbbreit   | Semi Expanded                 |
| Breit       | Expanded, Extended            |
| Extrabreit  | Extra Expanded                |
| Ultrabreit  | Ultra Expanded                |

siehe auch: Buchstabe mit Doppelstrich

### Variation der Schriftlage
Die Schriftlage oder Neigung gibt an, ob eine Schrift aufrecht steht oder geneigt ist. Neben der Schrägstellung nach rechts gibt es in europäischen Schriften selten auch eine solche nach links. Mit der Neigung ändern sich mitunter auch die Formen der Kleinbuchstaben.
| Bezeichnung                       | Bezeichnung             |
| deutsch                           | englisch                |
| --------------------------------- | ----------------------- |
| Normal, Regulär (Aufrecht, Recte) | Regular, Roman, Upright |
| Kursiv („echte Kursive“)          | Italic                  |
| Schräg („unechte Kursive“)        | Oblique                 |
| Schräg                            | Slanted, Sloped Roman   |

### Sonderformen
- Kontur (outline)
- Schattiert (shaded)
- Verzerrt (distorted)

Zu Sonderzeichensätzen (Kapitälchen, Ziffernformen, Ligaturen und anderes) siehe oben.

### Mischformen
Alle denkbaren Schriftformen können prinzipiell miteinander kombiniert werden, was zu einer sehr großen Anzahl von theoretisch möglichen Schriftschnitten führt. Ein Beispiel ist die doppelte Auszeichnung einer Schrift durch einen fettkursiven Schriftschnitt.

## Echte und künstlich generierte Schriftschnitte
In der professionellen Printproduktion sollten nur „echte“ Schriftschnitte verwendet werden. Dabei wird jedes einzelne Zeichen entsprechend der Charakteristik der Schrift entworfen. Künstliche, mit Computerprogrammen erzeugte Schriftschnitte genügen in den meisten Fällen nicht den ästhetischen Ansprüchen und bereiten u. a. beim Belichten Probleme. Deutlich unterscheiden sich zum Beispiel von Software schräg gestellte Buchstaben von den von einem Designer entworfenen Kursivschriften,
ebenso die lediglich verkleinerten falschen Kapitälchen von einem echten Kapitälchen-Schriftschnitt.